# D-JOLF
D-JOLFはニッポン放送が編成していた地上デジタルラジオのチャンネル名。東京地区95チャンネル。
BSデジタルラジオ局LFX488閉局まで一部番組のサイマル放送を行ったり、閉局後はLFX488の大部分の番組やウェブサイトのドメインを引き継いでいた。

## 歴史
- 2000年12月1日 - BSデジタル音声放送放送開始。LFX488開局。
- 2003年10月10日 - 地上デジタル音声放送実用化試験放送開始。エフエム東京・ジャパンエフエムネットワークと共同運営するDigital Radio 98 The Voice（東京地区98チャンネル）開局。ニッポン放送はメインチャンネルmudigi（9801チャンネル）を編成。LFX488の一部番組をサイマル放送。
- 2006年3月31日 - LFX488閉局。
- 2006年4月 - D95（95チャンネル）に移動し、伊藤忠商事と共同運営となる。メインチャンネルをLFX mudigi（9501チャンネル）に改名。LFX488の番組の大半を引き継ぐ。
- 2007年4月 - 伊藤忠商事が94チャンネルに移動し単独運営となる。チャンネル名をD-JOLFに改名。編成を一新し、メインチャンネルをSuono Dolce（9501チャンネル）に改名。サブチャンネルJOLF+（9502チャンネル）を創設。
- 2008年9月29日 - サブチャンネルJOLF+を、ニッポン放送DIGITALに改名。地上波ニッポン放送の番組のサイマル放送を開始。
- 2011年3月31日 - デジタルラジオ実用化試験放送としては終了した[1]。Suono Dolceはその後もインターネットラジオで継続し、2018年1月26日で終了した。一方、ニッポン放送は地上波及びradikoでの放送が引き続き行われている。

## チャンネル構成
- Suono Dolce（9501チャンネル） - 旧LFX mudigi。インターネットでのサイマル放送も行われた。
- ニッポン放送DIGITAL（9502チャンネル） - 2007年4月に「JOLF+」として開局し、特別番組時のみ使用された。2008年9月29日に現在のチャンネル名に改称し、地上波AMラジオのニッポン放送のサイマル放送を開始した。